# Move It Up
A Move It Up című dal az olasz Cappella 1994-ben megjelent kislemeze az U Got 2 Know című albumról. A dalban Jackie Rawe vokálozik, melyhez Kelly Overett adja az arcát. 
A dalból számos remix készült, a finn slágerlistán 6. helyezett volt, és számos európai országban slágerlistán szerepelt.

## Megjelenések
12"  Olaszország Media Records – MR 627
- A	Move It Up (House Mix) - 6:00
- B1	Move It Up (R.A.F. Zone Mix) - 5:32
- B2	Move It Up (Brescia Edit) - 5:53

CD Maxi  Németország ZYX Music – ZYX 7432-8
1. Move It Up (Radio Edit) - 3:43
2. Move It Up (Fierce Edit) - 3:58
3. Move It Up (KM 1972 Mix) - 5:40
4. Move It Up (Plus Staples) - 7:30
5. Move It Up (Mars Plastic Mix) - 6:05
6. Move It Up (Magic Domingo Mix) - 7:00
7. Move It Up (Club Mix) - 5:05
8. Move It Up (Brescia Edit) - 5:53
9. Move It Up (R.A.F. Zone) - 5:32

### Slágerlistás helyezések
| Slágerlista (1994)                    | Legjobb helyezés |
| ------------------------------------- | ---------------- |
| Australia (ARIA)                      | 104              |
| Belgium (Ultratop 50 Flanders)        | 17               |
| Finland (Suomen virallinen lista)     | 6                |
| Németország (Media Control Charts)    | 33               |
| Ireland (IRMA)                        | 26               |
| Italy (FIMI)                          | 8                |
| Netherlands (Dutch Top 40)            | 8                |
| Svájc (Schweizer Hitparade)           | 19               |
| Egyesült Királyság (UK Singles Chart) | 16               |